# Zecchino d'Oro 2010
Il cinquantatreesimo Zecchino d'Oro si è svolto a Bologna dal 16 al 20 novembre 2010.
È stato condotto da Veronica Maya e Pino Insegno.
Una novità di questa edizione è costituita dal fatto che in ogni giornata, tranne che in quella finale, i bambini interpreti delle 12 canzoni in gara vengono divisi, tramite un piccolo gioco sempre diverso, in due squadre: le "Maye" capitanate da Veronica Maya ed i "Pini" capitanati da Pino Insegno, rappresentati rispettivamente dai simboli del sole disegnato in stile Maya e dell'alberello del pino. Il punteggio che ogni canzone ottiene si aggiunge automaticamente a quello della squadra di cui fa parte il suo interprete.
Gli ospiti di questa edizione sono stati Al Bano, Lorella Cuccarini, Adriano Pappalardo, Vincenzo Spadafora, le Winx, il mago Gabriele Gentile e il mago Alessandro Politi.
Al telefono sono intervenuti:  Iva Zanicchi, Carlo Conti,  Lino Banfi, Massimo Ranieri, Jerry Calà, Gigi D'Alessio. 

## Brani in gara
- 7 (Testo: Carmine Spera/Musica: Carmine Spera, Lorenzo Natale) - Alice Bonfant (8 anni) (2º posto)
- Bravissimissima (Testo: Maria Francesca Polli, Lara Polli/Musica: Marco Iardella) - Margherita Rivoire (5 anni)  (2º posto)
- Forza Gesù (Testo: Rosa Martirano/Musica: Rosa Martirano) - Simone Deiana (7 anni)
- Grazie a te (Salamat) ( Filippine) (Testo: Jerry Arquisola/Testo italiano: Gian Marco Gualandi/Musica: Jerry Arquisola) - Gianmarco Naraja Mallillin (9 anni) (3º posto)
- I suoni delle cose (Testo: Leonardo Veronesi, Paolo Valli, Giuseppe Di Marco/Musica: Leonardo Veronesi, Paolo Valli, Giuseppe Di Marco) - Francesco Cavicchioli (5 anni)  e Nicole Melis (7 anni)
- Il ballo del girasole (Testo: Dario Sgrò/Musica: Dario Sgrò) - Giulia Fredianelli (10 anni)
- Il contadino (Testo: Lodovico Saccol/Musica: Lodovico Saccol) - Giovanni Pellizzari (7 anni)     (1º posto)
- Io pregherò (Azərbaycan) ( Azerbaigian) (Testo: Idjran Cəlilova/Testo italiano: Giovanni Gotti/Musica: Idjran Cəlilova) - Aida Musaeva (10 anni)
- La scimmia, la volpe e le scarpe (お猿のかごや) ( Giappone) (Testo: Minoru Kainuma - Takeo Yamagami/Testo italiano: Antonella Boriani/Musica: Minoru Kainuma) - Ryōma Kainuma (海沼 亮午) (8 anni)
- Libus (Testo: Paolo Frola/Musica: Paolo Frola) - Alessandro De Muro (10 anni)
- Un sogno nel cielo (Dobry sen) ( Polonia) (Testo: Katarzyna Rokicka/Testo italiano: Mariella Nava/Musica: Katarzyna Rokicka) - Zuzanna Rosa (10 anni)
- Un topolino, un gatto e… un grande papà (Testo: Maria Letizia Amoroso/Musica: Maria Letizia Amoroso) - Irene Citarrella (4 anni)   (1º posto)
- (fuori concorso) Se per miracolo (Testo: Stefan Witwicki/Testo italiano: Fernando Rossi/Musica: Fryderyk Chopin) - Piccolo Coro dell'Antoniano.

## Critiche
Il 21 novembre 2010 (il giorno dopo la finale), durante Mattina in famiglia, Cino Tortorella si è espresso in maniera molto critica sulle ultime edizioni dello Zecchino d'Oro:
Nella stessa trasmissione Gabriele Patriarca, interprete della canzone vincitrice della 36ª edizione, ha affermato che l'edizione sa un po' di "minestra riscaldata", pur apprezzando l'inserimento di Pino Insegno.

## Ascolti
| Prima TV Italia  | Telespettatori | Share  |
| ---------------- | -------------- | ------ |
| 16 novembre 2010 | 2.601.000      | 19,08% |
| 17 novembre 2010 | 2.364.000      | 17,86% |
| 18 novembre 2010 | 2.370.000      | 17,24% |
| 19 novembre 2010 | 2.347.000      | 18,69% |
| 20 novembre 2010 | 3.657.000      | 19,91% |
| Media            | 2.668.000      | 18,47% |